# آندرا ویدمان
آندرا ویدمان (استونیایی: Andra Veidemann؛ زادهٔ ۱۸ ژوئیهٔ ۱۹۵۵) سیاستمدار، دیپلمات، مردم‌شناس، تاریخ‌نگار زن و نماینده سابق مجلس اهل استونی است.